# Gerhard Wessel
Alexander Karl Gerhard Wessel (* 24. Dezember 1913 in Neumünster; † 28. Juli 2002 in Pullach im Isartal) war ein deutscher Offizier, Generalleutnant und vom 1. Mai 1968 bis zum 31. Dezember 1978 Präsident des Bundesnachrichtendienstes (BND).

## Leben

### Bis 1939
Gerhard Wessel wurde als Sohn des evangelischen Pfarrers Alexander Wessel und dessen Frau Katharina, geb. Krickau, in Neumünster geboren. Nach dem Abitur am Realgymnasium in Weimar trat er am 15. Oktober 1932 im Dienstgrad Fahnenjunker in das Artillerie-Regiment 5 der Reichswehr in Ulm ein. Von 1933 bis 1934 war er an der Infanterieschule in Dresden und an der Artillerieschule in Jüterbog-Altes Lager. Ab Oktober 1935 diente er für zwei Jahre im Artillerieregiment 41. Anschließend war er weitere zwei Jahre als Oberleutnant  Regimentsadjutant in diesem Regiment und kam in dieser Funktion zum bei Kriegsbeginn 1939 neu aufgestellten Artillerieregiment 697.

### Zweiter Weltkrieg
Beim Überfall auf Polen 1939 war Wessel Regimentsadjutant, beim Westfeldzug 1940 Ordonnanzoffizier der 68. Infanterie-Division bis Januar 1941.
Bis März 1941 absolvierte er die Ausbildung zum Generalstabsoffizier an der Kriegsakademie in Berlin. Anschließend wurde er als Dritter Generalstabsoffizier (Ic) beim I. Armeekorps für die Feindlage zuständig. Ab Januar 1942 war Wessel in der von Reinhard Gehlen geleiteten Abteilung Fremde Heere Ost im Oberkommando des Heeres (OKH) tätig. Die Beförderung zum Major erfolgte zum 1. Januar 1943. Zum 1. Januar 1944 wurde Wessel zum Oberstleutnant befördert und Leiter der Gruppe I (Feindlage Sowjetunion). Nach der Ablösung von Gehlen im März 1945 war Gerhard Wessel vom 9. April bis Mai 1945 mit der Wahrnehmung von dessen Funktion mit der Führung der Abteilung „Fremde Heere Ost“ beauftragt.
Gehlen hatte Wessel nie zu seinem Stellvertreter ernannt, da Oberstleutnant Heinz Herre, der Darstellung des CIA-Verbindungsmanns James H. Critchfield zufolge, nicht nur im Dienstgrad über Wessel stand, sondern auch mehr Erfahrung mit den Angelegenheiten der Roten Armee besaß. Am 4. April 1945 traf Wessel sich mit Gehlen, Hermann Baun, Leiter der Spionage gegen die Sowjetunion in der Abwehr, sowie dessen Adjutant Graber in Bauns Quartier, einem Kurhotel in Bad Elster. Im sogenannten „Pakt von Bad Elster“ vereinbarten sie, ihr Wissen über die Sowjetunion nach dem Zweiten Weltkrieg den Vereinigten Staaten anzubieten.

### Nachkriegszeit
Nach Ende des Zweiten Weltkrieges wurde Wessel von Gehlen für den Aufbau eines von amerikanischen Besatzungsbehörden mit deutschem Personal in der Amerikanischen Besatzungszone betriebenen Nachrichtendienstes (der später so genannten Organisation Gehlen) angeworben. In dieser Organisation war Wessel als Leiter der Auswertung tätig und wechselte dann am 1. Oktober 1952 in das Amt Blank, einer Vorläuferbehörde des späteren Bundesministeriums der Verteidigung.
Am 1. November 1955 erfolgte seine Übernahme in die Bundeswehr im Dienstgrad Oberst. Vom Januar 1956 bis September 1957 war er der erste Leiter des neu gegründeten Militärischen Abschirmdienstes (MAD). Danach übernahm Wessel die Unterabteilung Militärische Sicherheit im Führungsstab der Bundeswehr (FüB I) und wurde ein Jahr später zum Brigadegeneral befördert. Ab 1959 war die umbenannte Unterabteilung FüB II auch für die Dienst- und Fachaufsicht über den MAD zuständig. Wessel war bis Dezember 1962 Unterabteilungsleiter.
Bis Dezember 1963 übernahm er das Kommando über die Panzerbrigade 2 in Braunschweig, wobei er im August 1963 zum Generalmajor befördert wurde. Nach diesem Truppenkommando wechselte er in den Ständigen Militärausschuss der NATO als deutscher Vertreter. 

### Bundesnachrichtendienst
In der Kabinettssitzung am 10. Januar 1968 unterrichtete der damalige Bundeskanzler Kiesinger die Bundesregierung darüber, dass er Wessel als Nachfolger des am 30. April 1968 in den Ruhestand tretenden BND-Präsidenten Gehlen vorgesehen habe. In der Kabinettssitzung am 13. März 1968 nahm die Bundesregierung den Vorschlag, Wessel zum Generalleutnant zu befördern, zustimmend zur Kenntnis. Zum 1. Mai 1968 wurde Wessel zum Präsidenten des Bundesnachrichtendienstes ernannt. 
Im Gegensatz zu Gehlen, der den BND der Öffentlichkeit gegenüber abgeschottet hatte, wollte Wessel den Dienst in ein besseres Licht rücken. Zu diesem Zweck ließ er ein Programm aufstellen, so dass sich der BND auf seine eigentlichen Aufgaben der Nachrichtenbeschaffung konzentrieren konnte. Aus den Vorwürfen über die Affäre des Spions Günter Guillaume konnte sich Wessel heraushalten, da er dessen Stellung im Bundeskanzleramt nicht befürwortet hatte. Im Zuge der Untersuchungen wurde er allerdings damit konfrontiert, dass geheim angelegte Personalpapiere von Gehlen über Politiker trotz einer Anweisung nicht vollständig vernichtet worden waren. Im November 1978 wurde Klaus Kinkel als Nachfolger von Wessel ernannt, und am 31. Dezember des gleichen Jahres ging Wessel in den Ruhestand.
Die Erkennungsmelodie des Zahlensenders des BND wurde in Agentenkreisen als „Wesselhymne“ bezeichnet.

## Familie
Wessels Tochter Christa war die erste Ehefrau des Publizisten und SPD-Politikers Michael Naumann.

## Auszeichnungen
- 1968: Verdienstkreuz 1. Klasse des Verdienstordens der Bundesrepublik Deutschland
- 1977: Großes Verdienstkreuz des Verdienstordens der Bundesrepublik Deutschland

## Veröffentlichungen
- BND, Der geheime Auslandsnachrichtendienst der Bundesrepublik Deutschland, in: Beiträge zur Konfliktforschung 2, 1985, S. 5–23.